# ألبرت بورتر
ألبرت بورتر (20 يناير 1864 في المملكة المتحدة - 14 ديسمبر 1937 في المملكة المتحدة) (بالإنجليزية: Albert Porter)‏ هو لاعب كريكت بريطاني (وحمل سابقاً جنسية المملكة المتحدة لبريطانيا العظمى وأيرلندا). لعب مع نادي مقاطعة سري للكريكت ‏ ونادي مقاطعة هامبشاير للكريكت ‏.

## وصلات خارجية
- ألبرت بورتر على موقع إي آس بي آن كريك إنفو (الإنجليزية)